# Geronimo Stilton (série animada)
Geronimo Stilton é uma série de televisão baseada na série de livros de mesmo nome.
É produzido por Atlantyca Ent. e MoonScoop Group.
Estreou pela primeira vez a 15 de Setembro de 2009 em Rai 2, em Itália.
A 15 de abril de 2011, Atlantyca Entretainement e MoonScoop anunciaram que iam continuar a série com uma segunda temporada de vinte e seis episódios, que estreou na Itália a 24 de outubro de 2011. 
N
A terceira temporada ainda está em produção com sede na França Superprod estúdio.

## Produção
Atlantyca Entertainment, o titular dos direitos, decidiu desenvolver e produzir a série animada.
26 episódios de 22 minutos foram produzidos para as duas primeiras temporadas.
Em 14 de outubro de 2014, Atlantyca Entretenimento aproveitou o evento MIPCOM para anunciar seu acordo com estúdio com sede na França Superprod para produzir The New Adventures of Geronimo Stilton, com a participação da italiana Rai.
O novo desenho animado contará com histórias mais rápido comoventes de renome internacional rato-jornalista Geronimo Stilton. De acordo com notícias de Itália a partir do site, Atlantyca Entertainment anunciou o primeiro episódio da terceira temporada para ir ao ar em outubro de 2016 Rai 2.

## Personagens

### Personagens principais
Geronimo Stilton: O protagonista da série de TV Geronimo Stilton.  Ele não é apenas o editor do Diário do humilde Roedor, mas também o presidente da Media Group Stilton.  Seu amor do conhecimento é a sua principal força nos desenhos animados, bem como seu senso de ética e moral.  Ele ainda é um pouco de um desajeitado, e este será sem dúvida a principal fonte de humor para a série.  É revelado que ele realmente leva um dos grupos mais bem sucedidos Publicações no world.
Thea Stilton: Thea é irmã mais nova de Geronimo, e é o oposto completo de Geronimo quando se trata de aventura.  Nos livros ela não realmente aviso ou ajudar Geronimo quando ele está em apuros, mas na série de TV que normalmente ajudá-lo.  Ela adora-o quase tanto quanto ela ama equitação sua motocicleta ou voar seu avião.  Um correspondente especial para Gazeta do Roedor, Thea é sempre de plantão para transportar a equipe para novas aventuras, e está sempre pronto para entrar em ação.
Esparrela Stilton: Esparrela é o primo de Geronimo.  Armadilha não funciona para Gazeta do Roedor, mas viaja junto com Geronimo quando ele é chamado.  Ele é um bocado de um palhaço e gosta de pregar peças em pessoas, especialmente Geronimo, que ele considera ser ingênuos.  Armadilha tem um grande coração e ele não jogar piadas para ser mau.  Geronimo pensa Armadilha deve se juntar ao mundo real, enquanto Armadilha pensa Geronimo deve iluminar-se.
Benjamin Stilton: Benjamin é o sobrinho de 12 anos de idade de Geronimo no desenho animado (9 anos nos livros), e é descrito como um "quase gênio" em computadores e eletrônicos. Ele é dinâmico e privilégio (embora um pouco impaciente, às vezes) e gosta de skate e esportes tanto quanto ele adora computadores.  Ele trabalha com seu tio no Diário do Roedor, executando um blog de notícias computador depois da escola.  Ele gosta de vir para cima com provérbios peculiares, tais como "Estamos no trem louco para Cidade do queijo!".  Muito diferente do livro.
Pandora Woz: Conhecido como Bugsy Wugsy na série de livros, Pandora é o melhor amigo de Benjamin.  Pandora está muito entusiasmada com as aventuras que viaja no Geronimo, e ela muitas vezes vem junto para o passeio.  Ela gosta de Thea, porque eles compartilham, um entusiasmo alto astral semelhante para a vida.  Pandora também gosta de jogar piadas sobre Geronimo, para que ela e Armadilha damos muito bem.  Pandora tem uma tendência a se distrair facilmente, o que pode levá-la para o perigo.  Pandora também tem um hamster conhecido como "Mr. Nibbles". Pandora foi encontrada mais tarde por ser sobrinha de Geronimo.
Sally Ratmousen: Sally Ratmousen é o principal antagonista no desenho animado.  Ela é o editor do The Daily Rat, que é "Diário do Rodent" 's concorrente. Sally aparece como a principal causa de problemas para a tripulação 
Stilton quando eles estão em Ratázia, e ela tem um rancor pessoal contra Geronimo Stilton.
Simon Squealer: Simon trabalha para The Rat diário como o assistente pessoal de Sally Ratmousen.  Simon faria qualquer negócio sujo para Sally, não por causa da dedicação à história, a empresa ou para Sally. Simon protege o seu trabalho a todo custo, e é conhecido por ir para 
grandes comprimentos para desenterrar sujeira em algum rato famoso em Nova Rato City.

### Personagens recorrentes
William Shortpaws: William é o avô de Geronimo, e ele começou seu império jornal com a venda de jornais como uma criança.  Agora, ele supervisiona a operação de Geronimo de sua empresa, e sabe exatamente do jeito que ele quer que as coisas sejam.  Cada agora e então (quando Geronimo menos espera), ele vai cair na Gazeta do roedor para verificar como Geronimo está fazendo.

## Episódios
| Temporadas | Episódios | Exibição original      | Exibição original       | Exibição em Portugal   | Exibição em Portugal  |
| Temporadas | Episódios | Estreia                | Final                   | Estreia                | Final                 |
| ---------- | --------- | ---------------------- | ----------------------- | ---------------------- | --------------------- |
| 1          | 26        | 15 de Setembro de 2009 | 18 de Março de 2010     | 4 de Novembro de 2009  | 22 de Outubro de 2011 |
| 2          | 26        | 24 de Outubro de 2011  | 16 de Abril de 2012     | 22 de Setembro de 2014 | 5 de Agosto de 2016   |
| 3          | 26        | 8 de Outubro de 2016   | 28 de Fevereiro de 2017 | 7 de Novembro de 2016  | 24 de Maio de 2017    |

## As diferenças dos livros e séries de TV
- O Geronimo não usa óculos.
- Muitas das personagens da série de televisão tinha mudado quase completamente de suas contrapartes do livro. Algumas das suas características são até mesmo transferidas ao redor. Por exemplo, é muito mais corajoso Geronimo na televisão do que ele estava nos livros, enquanto Trap é mais facilmente assustado ao contrário de ser o único a convencer Geronimo para não ter medo.
- No livro Armadilha não era o mais inteligente, mas ele tinha algum senso de razão, no show, e menos inteligência.
- Nos livros família de Geronimo geralmente não ajuda Geronimo quando ele está em apuros a menos que ele "realmente" precisa-lo e dizer-lhe para lidar com isso sozinho. No entanto, na série de TV costumam ajudá-lo com mais frequência.
- Na série de TV o avô William Geronimo Shortpaws geralmente não diz para voltar ao trabalho depois de uma história de best-seller em vez disso ele dá um comentário muito bom para ele. Nos livros ele normalmente é muito impaciente com Geronimo e sempre mandou-o para funcionar direito depois de uma história de best-seller.
- Benjamin é de 12 anos de idade. Nos livros, ele é de 9 anos de idade.
- Na série de TV, Benjamin é mostrado como um quadril, super gênio que gosta de skate. Enquanto que no livro, ele é mostrado para ser um rato educado que prefere assistir e aprender com seu tio, a anotar as coisas que ele consegue encontrar e fazer qualquer coisa relacionada com o desporto. Seu caráter é completamente mudado.

## Transmissão internacional
| País                 | Canal                                                         | Ano                                           |
| -------------------- | ------------------------------------------------------------- | --------------------------------------------- |
| Itália               | Rai 2 Rai Gulp DeA Kids                                       | 15 setembro de 2009 -                         |
| Bélgica              | Nickelodeon (Flandres) La Trois                               | 21 de setembro de 2009 -                      |
| Holanda              | Nickelodeon (Países Baixos) [15]                              | 21 de setembro de 2009 -                      |
| Espanha              | Boing Canal Super3 Cartoon Network Clan Canal Panda (Espanha) | Setembro de 2010 -                            |
| Portugal             | RTP 2                                                         | 4 de Novembro de 2009 - 22 de outubro de 2011 |
| Portugal             | Canal Panda                                                   | Setembro de 2010 -                            |
| Portugal             | MP Audiovisuais (lançamento em DVD)                           | 19 de Maio de 2010 -                          |
| Canadá               | SRC Imavision (lançamento em DVD)                             | 24 de agosto de 2010 -                        |
| França               | M6 France 5 France 3                                          | 2010 -                                        |
| Alemanha             | KiKa Das Erste hr-fernsehen                                   | 16 de novembro de 2012 -                      |
| Suécia               | Nickelodeon (Suécia)                                          | 2010 -                                        |
| Finlândia            | MTV 3                                                         | 2010 -                                        |
| Noruega              | TV2 Noruega                                                   | 2010 -                                        |
| República Checa      | Minimax (República Checa)                                     | 2010 -                                        |
| Romênia              | Minimax (Roménia)                                             | 2010 -                                        |
| Eslovênia            | Minimax (Eslovénia)                                           | 2010 -                                        |
| Sérvia               | Minimax (Sérvia)                                              | 2010 -                                        |
| Macedónia            | Minimax (Sérvia)                                              | 2010 -                                        |
| Bósnia e Herzegovina | Minimax (Sérvia)                                              | 2010 -                                        |
| Montenegro           | Minimax (Sérvia)                                              | 2010 -                                        |
| Índia                | Chutti TV TV Kochu                                            | 2011 -                                        |
| Letônia              | LTV                                                           | 2010 -                                        |
| Polônia              | TVN Style TVN Nickelodeon (Polónia)                           | 3 de julho de 2010 -                          |
| Singapura            | MediaCorp                                                     | 2010 -                                        |
| Hungria              | CANTABRAVA (lançamento em DVD) Minimax (Hungria) M2           | 2010 -                                        |
| Coreia do Sul        | KBSN (Kids)                                                   | 23 de agosto de 2010 -                        |
| Malásia              | NTV7                                                          | Outubro de 2011 -                             |
| Catar                | JeemTV                                                        | Janeiro de 2010 -                             |
| Rússia               | Carousel                                                      | 2 de junho de 2013 -                          |
| Austrália            | Eleven                                                        | 13 julho de 2014 -                            |
| Síria                | Spacetoon                                                     | 2015 -                                        |
| Vietnã               | HTV3                                                          | 2015 -                                        |
| Reino Unido          | CBBC                                                          | 2015 -                                        |
| Albania              | Çufo TV                                                       | 2016-                                         |

| Personagens | Dublador         |
| ----------- | ---------------- |
| Geronimo    | Renato Godinho   |
| Thea        | Sandra de Castro |
| Bejamin     | João Pedro Jesus |
| Esparrela   | Henrique Ventura |